# Jesus, jag viskade ödmjukt ditt namn
Jesus, jag viskade ödmjukt ditt namn är en psalm med text och musik skriven 1956 av Allan Törnberg.

## Publicerad i
- Segertoner 1988 som nr 480 under rubriken "Att leva av tro - Bönen".[1]